# Zielona Czuba
Zielona Czuba (słow. Zelená kopa, Zelený vrch, Štít nad Zeleným, niem. Grüne Kuppe, węg. Zöldtavi-hegy) – szczyt o wysokości 2130 m n.p.m. w słowackich Tatrach Wysokich. Leży w bocznej grani odchodzącej od Małego Jaworowego Szczytu na północny zachód. Znajduje się pomiędzy Zielonym Wierchem Jaworowym oddzielonym Zieloną Przełęczą a Szeroką Jaworzyńską oddzieloną Szeroką Przełęczą.
Jest to rozłożysty, trawiasty szczyt wchodzący w skład kopulastych Jaworowych Wierchów, które są łagodniejszą częścią Jaworowej Grani. Od Zielonej Czuby w stronę Doliny Białej Wody odchodzi długa grań zwana Zielonym Grzbietem. Owa grań rozdziela Litworowy Żleb i dolinę Rówienki. Zielona Czuba góruje nad Jaworkowym Żlebem, którym spływa Jaworkowa Woda, największy dopływ Rówienkowego Potoku. U jej podnóża znajduje się również Dolina Zielona Jaworowa, w której znajduje się Zielony Staw Jaworowy.
Na wierzchołek Zielonej Czuby nie prowadzą żadne znakowane szlaki turystyczne. Taternicy bardzo rzadko odwiedzają jej wierzchołek, który nie jest popularny. Odwiedzany jest przez nich najczęściej przy przejściu Jaworowej Grani.
Zielona Czuba i tereny Doliny Jaworowej były od wieków użytkowane jako tereny myśliwskie. Koziarze spiscy i podhalańscy bardzo często polowali w tych rejonach, więc dokładnie je znali.
Dawniej Zielona Czuba zwana była po prostu Zieloną. Od nazwy tej pochodzi nazwa Zielonej Przełęczy. Nazwa Zielona wywodziła się najprawdopodobniej od trawiastych stoków Zielonej Czuby.

## Historia
Pierwsze wejścia turystyczne:
- Karol Englisch i Adolf Kamiński, 1 sierpnia 1902 r. – letnie,
- František Kele junior, Ivan Lehotský, Milan Mereš i Arno Puškáš, 18 marca 1954 r. – zimowe.